# جون فاوسيت
جون فوسيت (بالإنجليزية: John Fawcett)‏ هو مخرج وكاتب ومنتج كندي من مواليد 5 مارس 1968

## أعماله
من أعماله فيلم الظلام وجينجر سنابس.

## وصلات خارجية
جون فاوسيت على موقع IMDb (الإنجليزية)
- جون فاوسيت على موقع ألو سيني (الفرنسية)
- جون فاوسيت على موقع أول موفي (الإنجليزية)
- جون فاوسيت على موقع قاعدة بيانات الأفلام السويدية (السويدية)
- جون فاوسيت على موقع قاعدة بيانات الفيلم (الإنجليزية)
- جون فاوسيت على موقع كينوبويسك (الروسية)
- جون فاوسيت على موقع كينوبويسك (الروسية)